# Арутюнян, Ара Арменович
Ара Арменович Арутюнян (арм. Արա Արմենի Հարությունյան; 28 марта 1928, Эривань — 28 февраля 1999, Ереван) — армянский и советский скульптор-монументалист, график, народный художник Армянской ССР, член-корреспондент Академии художеств СССР и Российской академии художеств, профессор. Автор монумента «Мать-Армения», являющегося одним из символов Армении. Создал свой стиль декоративного, сюжетного рельефа (музей «Эребуни», ансамбль театра им. Г. Сундукяна, мемориалы «Сардарапатская битва» и «Муса Лер», рельефы Ереванского винного комбината и др.).
Творческое наследие отличается жанровым и композиционным разнообразием, многоплановостью и масштабом. Арутюнян создал более 40 монументов, памятников и архитектурно-скульптурных ансамблей в Армении, России, Франции, Италии, на Филиппинах и в других странах, а также много произведений станковой скульптуры и графики.

## Биография
Родился в семье музыканта, артиста Армянской филармонии и театра оперы и балета им. А. Спендиарова, художественным руководителем и дирижером которого был К. Сараджев. Увлечение скульптурой Арутюнян проявил с ранних лет; он также интересовался театром, живописью, особенно творчеством М. Врубеля.
По окончании седьмого класса в 1943 году А. Арутюнян поступил в Ереванское художественное училище им. Ф. Терлемезяна. Учился в мастерской Г. Агароняна, который знакомил учеников с историей европейской культуры, расширяя их кругозор и формируя вкус.
В 1948 году две студенческие работы Арутюняна были выставлены в фойе Армянского театра оперы и балета им. А. Спендиарова.
После окончания училища Арутюнян поступил в Ереванский художественно-театральный институт и окончил его с отличием в 1954 году. Дипломной работой скульптора стал бронзовый памятник Комитасу, который выиграл конкурс и был установлен на могиле композитора (Ереван. Пантеон имени Комитаса).
Ранние работы — памятник-бюст В. Белинскому (1957), писателю А. Ширванзаде (1958), надгробия народной артистки Арм. ССР А. Восканян (1958), художника Е. Татевосяна (1961), врача С. Согомоняна (1962). Знаковой работой этого периода является портрет Иды Кар (1957) — знаменитой английской фотохудожницы армянского происхождения.
Установленная по дороге в средневековый монастырь Гегард «Львица» (1958) стала одной из первых декоративных скульптур в Советской Армении.
С 1960-х годов скульптор совместно с архитекторами создавал первые архитектурно-скульптурные ансамбли в Советской Армении. Благодаря Арутюняну в Армении появляются сюжетные рельефы, связанные с архитектурой сооружений. Искусствовед, член-корреспондент Российской академии художеств С. Орлов писал: «Арутюнян артистично, авторски претворял традиции древневосточного монументального искусства. Он создал свой яркий, оригинальный стиль».
В 1968—1969 годах Арутюнян работал над созданием Музея «Эребуни» (барельефы главного фасада — «Царь Аргишти и основатели города», южного фасада — «Охота на льва», северного фасада — «Бог Халд»). Скульптурное оформление музея — это повествование, отражающее период существования древнего государства Урарту. В 1970 году Арутюняну был присужден диплом Союза архитекторов СССР за рельефы на здании Музея «Эребуни». С 1966 по 1976 год Арутюнян создает свое любимое детище — скульптурный ансамбль Армянского академического драматического театра им. Г. Сундукяна, повествующий о древней, почти 2000-летней истории армянского театра.
Ансамбль театра им. Г. Сундукяна — одно из первых в Советской Армении масштабных сооружений, соединяющих декоративную пластику и архитектуру. Ансамбль состоит из портала театра, памятника драматургу Г. Сундукяну (1972) и декоративной скульптуры «Сирин» (1976). На рельефной композиции портала театра размещены женская фигура, олицетворяющая победу и возрождение, маски, символизирующие драму, комедию, мудрость, знак вечного движения, легкие танцующие фигуры. Справа вверху изображен царь Артавазд II, основавший в 53 году до н. э. первый армянский театр в городе Арташат. Слева в круговой планировке установлен памятник Г. Сундукяну — писателю, основателю армянского критического реализма в литературе, создателю национального восточно-армянского театра. Скульптурный портрет драматурга помещен на постаменте, похожем на сценическую площадку. Завершающее звено в ансамбле — стела «Сирин». Образ сказочной птицы, выполненный в туфе теплых охристых тонов, напоминает изображения, которые встречаются на страницах средневековых армянских манускриптов.
Культурно-исторические факты из жизни армянского народа воплотились в композициях «Ваагн Вишапоборец» (1965) и «Орел-строитель» (1966), фланкирующих Северный и Южный въезды в Ереван, в рельефах Ереванского винного комбината «Лисы» и «Борьба со львом» (1961). В 1960 совместно с архитектором В. Саркисяном Арутюнян устанавливает памятник героям Зангезура в г. Горисе. В 1964 году Арутюнян был награжден медалью Академии художеств СССР за памятник-родник «Саят-Нова» (1963). Это произведение считается одним из лучших примеров архитектурно-скульптурного микроансамбля в городской среде. Белый мрамор в качестве материала олицетворяет поэтический образ Саят-Новы. Скульптурное решение памятника взаимосвязано с его архитектурной композицией. Прямоугольные мраморные блоки образуют световые проемы, сквозь которые виден солнечный свет, падающий на листву деревьев. На верхней горизонтальной плите памятника высечены в рельефе очертания женских голов в национальных уборах. С обратной стороны помещено изображение двух орлов, символизирующее дружбу народов. В правом нижнем углу по мраморному желобку стекает струя воды. Памятник классику армянской поэзии Саят-Нове был открыт в Ереване в 1963 году, в дни празднования 250-летия со дня рождения поэта. Мероприятие проходило с особым торжеством, присутствовали первые лица Армении, деятели культуры и искусства. Читались стихи поэта, открытие сопровождалось хоровым пением.
В 1963 году Арутюнян создал памятник «Заря». Фигура девушки выполнена из чеканного алюминия, установлена на автостраде Ереван-Севан. Британский фотограф Норман Паркинсон, оказавшись с творческой группой в Армении, сделал снимок памятника.
В 1967 году А. Арутюнян осуществил один из главных своих скульптурных проектов — в Парке Победы в Ереване был установлен монумент «Мать-Армения». Это самый большой памятник в Армении: высота вместе с пьедесталом — 54 м, высота самой статуи, выполненной из чеканной меди, — 22 м, вес — около 15 т. Характерные черты фигуры — стилизованная форма рук, строгие контуры одежды, изгиб правой руки строго под прямым углом — по задумке Арутюняна символизируют мощь и силу защитницы, могущество и величие Родины. Задачу скульптора осложняло то, что статуя создавалась для уже существующего пьедестала, на котором прежде стоял памятник Сталину. Историк А. З. Манфред, посетивший в Армению 1968 году, во введении к книге «Наполеон Бонапарт» писал о том, что монумент поражает «силой воздействия и высокохудожественной значимостью». Доминантную и градообразующую роль монумента в архитектурном ансамбле Еревана отмечал исследователь искусства А. Каменский О творческом процессе создания монумента «Мать-Армения» А. Арутюнян рассказал в своем интервью газете «Советакан Арвест». В частности, он говорил, что, согласно его творческой задумке, монумент «Мать-Армения» должен был стать олицетворением мужества, героизма и победы.
В 1968 году совместно с архитектором Р. Исраеляном и скульпторами С. Манасяном и А. Шагиняном Ара Арутюнян создает грандиозный архитектурно-скульптурный комплекс, посвященный героям Сардарапатской битвы, расположенный в 10 км от Армавира, на том месте, где в 1918 году армянами была одержана победа над турецкой армией. Композиция включает фигуры крылатых быков, аллею орлов, ведущую к стене Победы, зданий трапезной и Музея этнографии Армении. В. Цельтнер писал: «Монументальная скульптура Арутюняна, с несравненной силой воплотившая его излюбленную героическую тему, продолжает свое движение вперед… Его крылатые кони и орел на стене Победы в ансамбле „Сардарабадская битва“ почти геральдичны». Искусствовед Б. Зурабов писал: «Основная роль в скульптурном решении ансамбля принадлежит Стене Победы. В самом характере ее пластики, в ее образном языке, в принципах построения барельефных композиций ощутима связь с предшествующими произведениями Ара Арутюняна».
В 1969 году архитектурно-скульптурный комплекс «Сардарапатская битва» был выдвинут на соискание Государственной премии СССР.
В 1976 году на холме близ деревни Муса Лер в Армавирской области Армении был воздвигнут памятник А. Арутюняна, посвященный борьбе жителей армянских сел, расположенных у подножия Муса-Дага, с турецкой армией в 1915 году. По конфигурации памятник напоминает крепость с изображением орла. Фронтальную стену сооружения из туфа украшают барельефы, запечатлевшие фигуру воина и силуэт корабля — в память о французском судне, на котором спаслись армянские семьи, вышедшие из крепости смерти. Сохранились уникальные кадры из документального фильма «Скульптор Ара Арутюнян» (1976, Ереван, режиссёр Р. Франгулян), где скульптор работает над созданием мемориала.
Ара Арутюнян отдал дань памяти и уважения австрийскому писателю Францу Верфелю, создавшему роман «Сорок дней Муса-Дага», где описываются эти исторические события. Скульптурный портрет писателя был передан Арутюняном в дар мемориалу.
В 1978 году Арутюнян создал декоративную скульптуру «Муза» из чеканной меди. Она украсила Дом журналиста в Ереване; в этом же доме скульптор прожил 25 лет.
В 1982 году Арутюнян создал монумент «Слава труду», установленный в заводском районе города Еревана, на площади Труда. Памятник Рабочему был варварски снесен в 1997 году. Фрагменты демонтированного памятника до сих пор не найдены.
Образ композитора Комитаса лейтмотивом проходит через все творчество А. Арутюняна. Множество станковых работ, графических листов было создано в течение творческой жизни скульптора.
В 1988 году Арутюнян установил памятник Комитасу в сквере Ереванской консерватории.
Арутюнян — автор галереи скульптурных портретов известнейших деятелей армянской истории и культуры: писателя О. Туманяна, композитора Комитаса, режиссера В. Аджемяна, певицы Л. Закарян, народных артистов СССР М. Мкртчяна и С. Саркисяна, Героя Советского Союза летчика-испытателя Р. Каприеляна, а также портрета палестинского скульптора Муны Сауди, обобщающих и аллегорических образов: «Гибель Ани» («Последний вздох»), «Зов», «Победитель», «Страна Наири», «Надежда» и др.
Ара Арутюнян был мастером рисунка, графики. В Москве, Ереване, многих других городах с большим успехом проходили его персональные выставки, в экспозициях которых наряду со скульптурой всегда демонстрировались графические работы; среди них «Театр», «Мольба», «Портрет актрисы» и др. Особенно мастерски выполнены линейные рисунки тушью: «Танец», «Обнаженная», «Дама и сатиры» и др.
В 1974—1999 годах скульптор преподавал в Ереванской государственной художественной академии в звании профессора.

### Международные проекты
В 1965 году Арутюнян привез в Италию на международное биеннале свою работу под названием «Юность». Находясь в итальянском городе Каррара, известном центре добычи мрамора, Арутюнян увидел фрагменты незаконченного памятника Христу и предложил перевезти их в город Ереван. Глава администрации Еревана Г. Асратян поддержал скульптора, и в одном из скверов столицы были установлены теперь уже знаменитые «Руки Каррары». Ереван и Каррара стали городами-побратимами, и в знак их дружбы А. Арутюнян установил памятники-родники.
В 1978 году по просьбе ветеранов Второй мировой войны в Париже в пригороде Иври-сюр-Сен Арутюнян выполнил памятник одному из руководителей антифашистского движения Сопротивления, национальному герою Франции, армянину по происхождению Мисаку Манушяну, жестоко казненному в преддверии победы. Памятник представляет собой стелу из любимого Арутюняном материала — туфа красного цвета, внутри которой помещена бронзовая голова М. Манушяна.
В 1988 год Арутюнян создал скульптурный портрет первой женщины-президента в Азии — Корасон Акино — и преподнёс ей в дар. Это событие значительно улучшило дипломатические отношения между двумя странами — СССР и Филиппинами. Арутюнян был награжден орденом «Дружба народов».
Произведения скульптора находятся в крупнейших музеях и культурных учреждениях, Национальной галерее Армении, Государственной Третьяковской галерее, Государственном музее искусства народов Востока, Международной конфедерации союзов художников, а также в галереях и частных коллекциях Италии, Франции, Германии, США, России, Армении и других стран.

### Посмертные выставки
- 26.11.2013 — творческий вечер памяти Арутюняна в Российской академии художеств. Москва.
- 24.11.2014 — открытие скульптурной мастерской № 1 им. Арутюняна в Государственной художественной академии. Ереван.
- 24.03.2015 — персональная выставка Арутюняна в рамках правительственных мероприятий, посвященных 100-летию геноцида армян, в храмовом комплексе Армянской апостольской церкви в Москве («Тема геноцида в творческом наследии»). Выставка организована Российской и ново-нахичеванской епархией Армянской апостольской церкви. Москва.
- 22.09.2015 — персональная выставка Ара Арутюняна в рамках приема посольства Республики Армения в Российской Федерации, посвященного Дню независимости Республики Армения. Москва.
- 14.11.2017 — персональная выставка А. Арутюняна «Солнце в камне» в Государственном музее современной истории России. В рамках проведения Дней культуры Армении в России. Москва.
- 30.03.2017 — персональная выставка А. Арутюняна «Монументальное видение» в Центре искусств им. Дж. Гафесчяна, посвящённая 90-летию скульптора. Ереван.
- 28.11.2018 — творческий вечер памяти А. Арутюняна, посвящённый его 90-летию. Российская академия художеств. Москва.

## Станковая скульптура
- Портрет студентки. Бронза. 1954. 52×30×30. Музей изобразительного искусства. Кировакан.
- Комитас. Мрамор. 1954. 54×47×30. Государственная картинная галерея Армении. Ереван.
- Поэт Акоп Акопян. Мрамор. 56×100×50. 1956. Музей М. Абегяна, Ереван.
- Юность. Терракота. 1962. 123×60×40. Государственная картинная галерея Армении. Ереван.
- Юность. Гипс крашеный. 121×57×35. Государственная картинная галерея Армении. Ереван.
- Портрет народного архитектора СССР Р. Исраеляна. 1970. Туф. 21×43×30. Музей изобразительного искусства. Кировакан.
- Страна Наири. Фигура. Бронза. 1970. 55×53×35. Фонд Государственной третьяковской галереи. Москва.
- Плодородие. Бронза. 1970. 50×15×10. Музей изобразительного искусства. Кировакан.
- Комитас. Голова. Мрамор. 1972. 67×30×35. Дом хорового общества. Вестибюль. Ереван.
- Комитас. Фигура. Бронза. 1972. Дом хорового общества. Ереван.
- Комитас. Фигура в рост. Бронза, туф. 1972. 63×16×13. Фонд Государственной Третьяковской галереи. Москва.
- ГабриелСундукян. Голова. Бронза. 1972. 45×45×48. Русский драматический театр им. Станиславского. Вестибюль. Ереван.
- Портрет режиссёра народного артиста СССР В. Аджемяна. Бронза. 1974. 34×25×30. Государственная картинная галерея Армении. Ереван.
- Портрет героя Советского Союза, летчика-испытателя Р. Каприеляна. Бронза. 1975. 52×33×55 см. Фонд МКСХ. Международная конфедерация союзов художников. Москва.
- Рипсиме. Фигура. Бронза. 1976. 33×18×18
- Франц Верфель. Голова. Гипс. 1976. Музей архитектурно-скульптурного комплекса Муса Лер. Эчмиадзинский район.
- Молитва (Мольба). Бронза и камень. 1977. 58×25×25. Фонд МКСХ. Международная конфедерация союзов художников. Москва.
- Комитас. Голова. Бронза. 1977. Бронза, туф. 33×25×35. Фонд Государственной Третьяковской галереи. Москва.
- Мыслитель. Фигура. Бронза, искусственный камень. 1978. 68×28×48. Фонд Государственной Третьяковской галереи. Москва.
- Гетера. Фигура. Бронза. 1978, 60×24×12
- Победитель. Бронза. 1978. 74×39×16. Государственная картинная галерея Армении. Ереван.
- Гибель Ани. Бронза. 1978. 25×46×22. Фонд Государственной Третьяковской галереи. Москва.
- Портрет дочери Сусанны. Мрамор. 1978. 45,5×32×48,5. Фонд МКСХ. Международная конфедерация союзов художников. Москва.
- Зов. Бронза. Травертин. 1978. 55×74×30. Фонд Государственной Третьяковской галереи. Москва.
- Народный артист Арм. ССР Ф. Мкртчян. Бронза. 1979. 36×22×36. Фонд Государственной Третьяковской галереи. Москва.
- Портрет врача К. Карагуляна. Бронза. 1980. 36×33×30
- Портрет Г. Лилояна. Бронза. 1980. 36×21×30
- Портрет Л. Нерсесяна. Бронза. 1980. 35×25×30
- Портрет певицы Л. Закарян. Мрамор. 1980. 41×50×30
- Виноградарь. Бронза. 1980. 37,5×15×19. Государственная картинная галерея Армении. Ереван.
- Портрет Рузанны. Терракота. 1980. 33×23×33
- Портрет палестинского скульптора Муны Сауди. Бронза. 1982. 48×34×30. Фонд МКСХ. Международная конфедерация союзов художников. Москва.
- Народный артист Армянской ССР С. Саркисян. Бронза. 1982. 36×25×29. Фонд Государственной Третьяковской галереи. Москва.
- Плодородие. 1983. Дерево.
- Портрет поэта В. Давтяна. Бронза. 1983. 46×68×38
- Изобилие. Бронза. 1983. 64×28×28
- Надежда. Бронза. 1984. 93×38×28
- Портрет академика Г. Брутяна. Мрамор. 1984. 40×58×29
- Комитас. Бронза. 25×25×28. Музей Комитаса. Ереван.
- Кара-Мурза. Гипс. 45×160×40. Государственная картинная галерея Армении. Ереван.
- АцагорцАдалян. Гипс крашеный. 50×50×30. Союз художников Армении.
- Месроп Маштоц. Гипс. 109×55×25. Управление курортами и санаториями. Ереван.
- Архитектор Трдат. Бронза. 79×24,5×34. Фонд МКСХ. Международная конфедерация союзов художников. Москва.
- Портрет президента Филиппин Корасон Акино. 1988. Бронза. Установлен во дворце Малаканьян. Манила, Филиппины.

## Монументальная скульптура
- Надгробие композитора Комитаса. 1955. Бронза, лабрадор. Высота 2,4 м. Ереван. Установлен в Пантеоне-парке им. Комитаса
- Памятник-бюст писателю Мурацану. 1955. Архитектор Ф. Дарбинян. Бронза, базальт. Высота бюста 90 см, постамента — 2,2 м. Установлен в Ереване у школы им. Мурацана.
- Памятник-бюст В. Г. Белинскому. 1957. Архитектор Ф. Дарбинян. Бронза, гранит. Высота бюста 90 см, постамента — 2,25 м. Установлен в Ереване у школы им. В. Г. Белинского.
- Памятник-бюст писателю А. Ширванзаде. 1958. Архитектор Ф. Дарбинян. Бронза, гранит. Высота бюста 90 см, постамента — 3,3 м. Установлен в Ереване у школы им. А. Ширванзаде.
- Памятник-бюст полковнику С. Закяну. Установлен в Ереване.
- Львица. Декоративная скульптура. 1958. Кованая медь, базальт. Высота 4 м. Установлен при въезде в Гегард, Армения.
- Памятник героям, павшим за освобождение Зангезура в 1920 году. 1960. Архитектор В. Саркисян. Базальт. Высота 5 м. Установлен в Горисе, Армения.
- Памятник профессору Рубену Еляну. 1960. Архитектор А. Алексанян. Базальт. Высота 3 м. Установлен в Горисе, Армения.
- Северный фасад винного комбината. 1961. Барельефы. Борьба со львом. Базальт. 3×3 м. Лисы. Базальт. 1×2 м. Ереван.
- Памятник воинам 89-й Армянской Таманской дивизии, павшим в Великой Отечественной войне в боях за освобождение Севастополя. 1961. Архитектор Д. Торосян. Кованая медь, гранит. Высота 11 м. Установлен в окрестностях Севастополя. Крым.
- Заря. Фигура. 1963. Алюминий, чеканка. Высота 4,4 м. Установлена на автостраде Ереван-Севан.
- Памятник Саят-Нове. 1963. Архитектор Э. Сарапян. Мрамор. 3×3,75×0,4 м. Установлен в Ереване.
- Памятник-родник «Дружба эстонского и армянского народов». 1964. Туф. Высота 3 м. Установлен в Ереване.
- Памятник-родник «Дружба Еревана и Каррары». 1964. Туф. Высота 3 м. Установлен в Ереване и Карраре (Италия).
- Памятник-родник жертвам геноцида 1915 года. 1965. Базальт. Высота 2,4 м. Установлен в Ереване.
- Ваагн Вишапоборец. 1965. Туф. Высота 11 м. Северный въезд в Ереван.
- Орел-строитель. 1966. Медь, чеканка, туф. Высота 15 м. Южный въезд в Ереван.
- Борьба Ваагна с драконом. Алюминий, чеканка, базальт. Высота 11 м. Въезд в Кафан.
- Скульптурный ансамбль Армянского академического драматического театра им. Г. Сундукяна. 1966—1976. Архитекторы здания: Р. Алавердян, С. Бурхаджян, Г. Мнацаканян; конструктор Р. Бадалян. Ереван.
- Портал. 1966. Туф. Барельеф. 5×14 м. Памятник Г. Сундукяну. 1972. Туф. Высота головы 1,7 м, постамента — 2,95 м. Сирин. 1976. Туф. Базальт. Барельеф. 1,46×1,68 м. Архитектурное решение ансамбля выполнено А. Арутюняном.
- Монумент «Мать-Армения». 1967. Фигура. Медь, чеканка, туф. Высота 22 м. Установлена в Ереване, в парке Победы.
- Архитектурно-скульптурный ансамбль «Сардарапатская битва». 1968. Соавторы: скульпторы С. Манасян, А. Шагинян. Архитектор Р. Исраелян. Туф. Армения.
- Звонница. Высота 35 м. Быки. Высота 8 м. Орлы. Высота 4 м. Стена Победы. 7×54 м.
- Музей «Эребуни». 1968—1969. Архитекторы Ш. Азатян, Б. Арзуманян. Туф. 7,7×25 м. Ереван.
- Главный фасад. Аргишти и основатели города. Южный фасад. Охота на льва. Северный фасад. Бог Халд.
- Памятник поэту А. Акопяну. 1969. Бронза, туф. Высота 3,6 м. Установлен перед Домом культуры им. С. М. Кирова в Ереване.
- Плодородие. Декоративная скульптура. 1974. Туф. Высота 3,7 м. Установлена в Кишиневе в парке Дружбы.
- Памятник героям Муса Лер. 1975. Туф. Высота 18 м. Установлен в с. Муса Лер Эчмиадзинского района, Армения.
- Памятник В. И. Ленину. 1977. Архитектор А. Адамян. Туф. Высота 12 м. Ереван. Демонтирован.
- Муза. Декоративная скульптура. 1978. Архитектор Р. Бадалян. Медь, чеканка. Высота 1,5 м. Дом журналиста, Ереван.
- Памятник Мисаку Манушяну. 1978. Бронза, туф. Высота 2,8 м. Установлен в Париже (пригород Иври).
- Памятник С. Шаумяну. 1978. Базальт. Высота 5,5 м. Установлен в Армении.
- Скульптурное оформление фасада Дома культуры микрорайона Раздан. 1979. Туф. Армения.
- Памятник Рабочему «Слава труду». 1982. Чугун, гранит. Высота 11 м. Ереван. Демонтирован в 1997 г.
- Памятник-бюст поэту Ованесу Туманяну. 1982. Бронза. Высота 2,65 м. Батуми.
- Памятник Комитасу. 1988. Бронза. Установлен в сквере Ереванской государственной консерватории им. Комитаса.
- Портрет музыканта ЗарэСаакянца. Бронза. Установлен в детской музыкальной школе им. Зарэ Саакянца в Абовяне, Армения.

Работы А. Арутюняна представлены в собраниях многих художественных музеев: Государственной Третьяковской галерее (Москва), Музее искусства народов Востока (Москва), Национальной картинной галерее Армении.

## Награды
- 1952 — премия Министерства культуры Арм. ССР за проект памятника А. Ширакаци.
- 1957 — награждён бронзовой медалью за скульптуру «Портрет студентки» на I республиканском фестивале молодежи в Ереване.
- 1964 — награждён серебряной медалью Академии художеств СССР за памятник «Саят-Нова» в Ереване.
- 1969 — архитектурно-скульптурный ансамбль «Сардарапатская битва». выдвинут на соискание Государственной премии СССР.
- 1970 — присуждён диплом Союза архитекторов СССР за рельефы на здании Музея «Эребуни» в Ереване.
- Награждён медалью «За доблестный труд» в ознаменование 100-летия со дня рождения В. И. Ленина.
- 1981 — награждён орденом «Знак Почета».
- 1988 — награждён орденом «Дружбы народов» за создание скульптурного портрета президента Филиппин К. Акино.

## Звания
- 1955 — принят в члены Союза художников СССР
- 1964 — присвоено звание заслуженного художника Армянской ССР.
- 1972 — присвоено звание заслуженного деятеля искусств Армянской ССР
- 1977 — присвоено звание народного художника Армянской ССР. Избран членом правления Союза художников СССР
- 1979 — утверждён в звании доцента
- 1982 — избран членом правления Союза художников СССР
- 1988 — утверждён в звании профессора
- 1988 — избран членом-корреспондентом Академии художеств СССР

## Галерея
- Комитас
- Вартан Аджемян Бронза,1974. Государственная картинная галерея Армении. Ереван
- Фрунзик Мкртчян Бронза,1979. Государственная Третьяковская галерея
- Ованес Туманян
- Портрет палестинского скульптора Муны Сауди. Бронза, 1982. Фонд МКСХ. Международная конфедерация союзов художников
- Портрет Сусанны. Мрамор, 1978.Фонд МКСХ. Международная конфедерация союзов художников